# Manzaneda
Manzaneda és un municipi de la província d'Ourense a Galícia. Pertany a la comarca d'A Terra de Trives. Limita al nord amb A Pobra de Trives, a l'est amb O Bolo, al sud amb Vilariño de Conso i a l'oest amb Chandrexa de Queixa.
| 3.283 | 3.437 | 2.973 | 1.954 | 1.150 |
| Fonts: INE i IGE (Els criteris de registre censal variaren i les dades de l'INE i de l'IGE poden no coincidir.) |       |       |       |       |

A Manzaneda es troba el castanyer de Pombariños, el més antic de Galícia, de 13,85 metres de circumferència, però no és el de major circumferència de tota Galícia, perquè un de 16 metres de circumferència es troba a Armariz.
És conegut especialment per albergar, juntament amb el municipi d'A Pobra de Trives, l'estació d'esquí de Manzaneda, l'única de Galícia.

## Parròquies
- Cernado (Santa María)
- Cesuris (Santa María)
- Manzaneda (San Martiño)
- Paradela (Santo Antonio)
- Placín (Santiago)
- Reigada (Santa María Madanela)
- Requeixo (San Bartolomeu)
- San Martiño de Manzaneda (San Martiño)
- San Miguel de Bidueira (San Miguel)
- Soutipedre (San Marcos)